# Ulrich Maschwitz

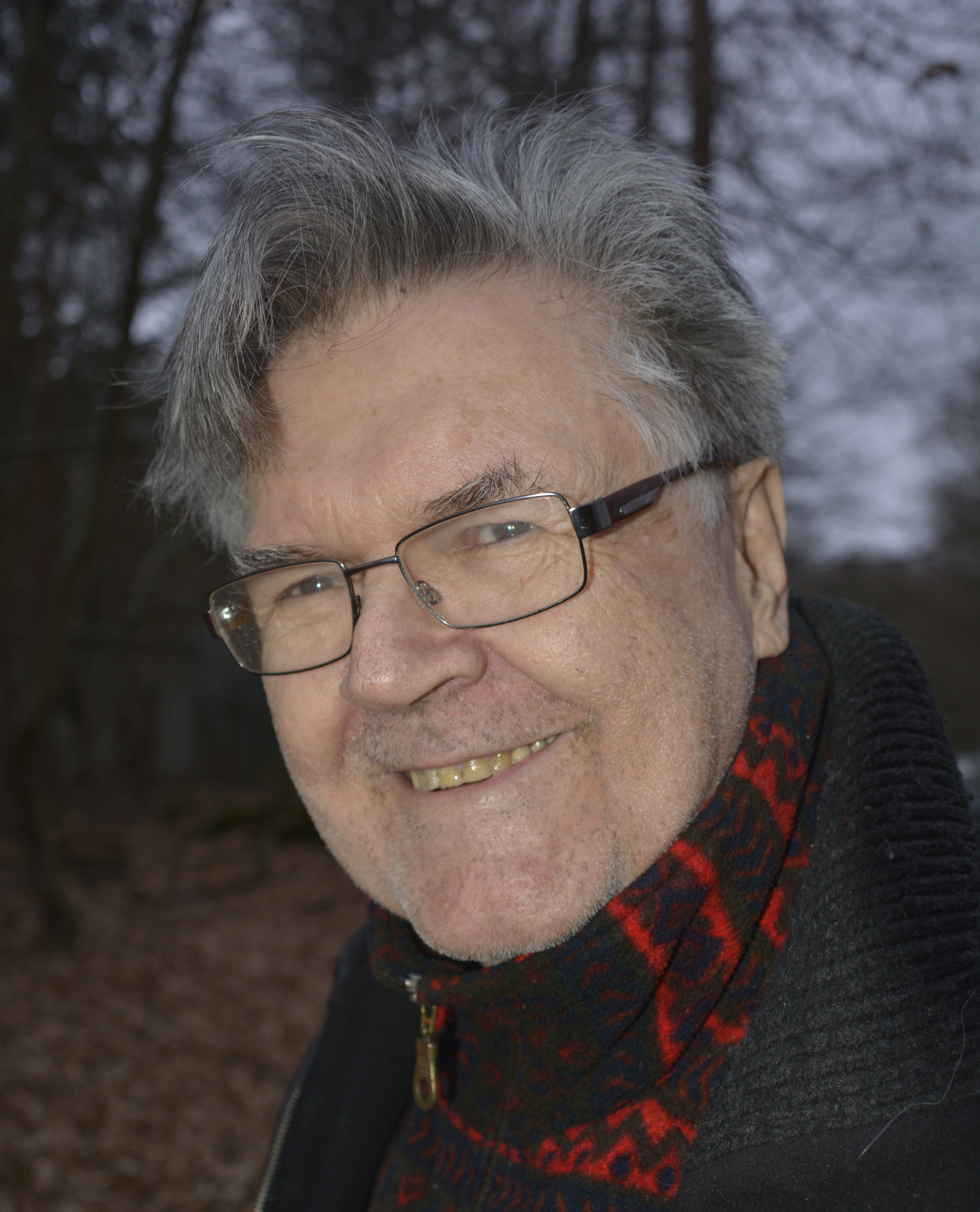
Ulrich Maschwitz, 2016

Ulrich Maschwitz (mit vollem Namen Ulrich Wilhelm Jürgen Maschwitz; * 7. September 1937 in Trebnitz, Niederschlesien; † 25. Juli 2018 in Frankfurt am Main), wohnhaft zuletzt in Neu-Isenburg war ein deutscher Ökologe, Verhaltensforscher und Soziobiologe. Sein Forschungsgebiet waren die einheimischen und insbesondere die tropischen Ameisen, weswegen er auch als „hervorragender Kenner der Regenwälder Südostasiens“ galt.

## Werdegang
Ulrich Maschwitz studierte an der Ludwig-Maximilians-Universität München Biologie, Chemie und Geographie und promovierte dort 1963 im Fach Zoologie bei Martin Lindauer über Abwehrkommunikation bei sozialen Insekten. Als wissenschaftlicher Assistent arbeitete er ab 1964 am Institut für Angewandte Zoologie der Julius-Maximilians-Universität Würzburg bei Karl Gößwald, wo er mit Bert Hölldobler die Paarungsflüge bei Camponotus herculeanus und Camponotus ligniperda untersuchte. Gemeinsam mit Bert Hölldobler gelang Maschwitz erstmals der Nachweis von Pheromonen, durch die die Paarungsflüge der Geschlechtstiere in Kolonien von Rossameisen synchronisiert werden.
Es folgte eine wissenschaftliche Assistenz am Organisch-Chemischen Institut der Universität Heidelberg bei Hermann Schildknecht mit Untersuchungen an tierischen Giften und Kampfstoffen. Dort führte er Untersuchungen zu Wehrsubstanzen bei Käfern durch und entdeckte zuerst die Funktion der Metapleuraldrüsensekrete bei Ameisen. Er analysierte diese Sekrete vor allem bei Blattschneiderameisen der Gattung Atta chemisch.
Ab 1969 arbeitete Maschwitz als Assistent am damaligen Zoologischen Institut der Goethe-Universität Frankfurt am Main bei Martin Lindauer, der dort 1963 einen Lehrstuhl  übernommen hatte. Dort arbeitete er mit Bert Hölldobler, der ebenfalls Assistent bei Martin Lindauer war, über den Kartonbau bei Lasius fuliginosus sowie über Tandemrunning-Rekrutierung bei Ameisen. 1971 wechselte Maschwitz innerhalb des Instituts in die Arbeitsgruppe von Bert Hölldobler, der mittlerweile zum Professor für Zoologie ernannt worden war. Maschwitz habilitierte sich 1972 und wurde 1973, dem Jahr der Wegberufung Hölldoblers, zum Professor ernannt. Er verblieb bis zu seiner Pensionierung am 30. September 2002 als Professor für Zoologie und Leiter der Arbeitsgruppe Etho-Ökologie in Frankfurt. In Nachrufen wurde er als „einer der Großen der deutschen Ameisenforschung“ gewürdigt.
Ulrich Maschwitz widmete sich schwerpunktmäßig der chemischen Ökologie und Tropenökologie, insbesondere bei sozialen Insekten. Im Laufe der Zeit spezialisierte er sich insbesondere auf die südostasiatischen Ameisenpflanzen (Myrmekophyten). Die Kenntnis der heute aus Südostasien bekannten Ameisen-Pflanzen-Symbiosen beruht zu einem wesentlichen Teil auf den Arbeiten von Ulrich Maschwitz und seinen Mitarbeitern.

## Auszeichnungen und Ehrungen
- Alexander von Humboldt-Gedächtnispreis (2004) zusammen mit den Koautoren Martin Dill und Douglas Williams.[8]
- Hanns-Christian-Schroeder-Hohenwarth-Preis (2015) zusammen mit den Koautoren Georg Zizka, Brigitte Fiala und Marlis Merbach.[9]
- Die Käfergattung Maschwitzia aus der Familie der Staphylinidae mit den Arten Maschwitzia ulrichi, M. aenictophila, M. dichthadiaphila, M. watanabei, M. dilatata und M. derougemonti wurde nach ihm benannt. Bei Maschwitzia ulrichi wurde auch die Art nach ihm benannt.[10]
- Die Käferart Clytrasoma maschwitzi aus der Familie der Chrysomelidae wurde nach ihm benannt.[11]
- Die Ameisenarten Camponotus maschwitzi[12], Cladomyrma maschwitzi[13], Euprenolepis maschwitzi[14] und Dolichoderus maschwitzi[15] wurden nach ihm benannt.
- Die myrmekophile Spinnenart Sicariomorpha maschwitzi[16] (Name bei Erstbeschreibung: Gamasomorpha maschwitzi[17]) wurde nach ihm benannt.
- Die Mauerasselart Exalloniscus maschwitzi wurde nach ihm benannt.[18]
- Die Fliegenart Vestigipoda maschwitzi, die als adultes Weibchen eine Ameisenlarve bei den Treiberameisen der Gattung Aenictus nachahmt, wurde nach ihm benannt.[19]

- Die Schmierläuse Paraputo maschwitzi[20] und Malaiococcus maschwitzi[21] wurden nach ihm benannt.

## Schriften (Auswahl)
- Gefahrenstoffe und Gefahrenalarmierung bei sozialen Hymenopteren. In: Z. vergl. Physiol. Band 47, 1964, S. 596–655.
- Alarm substances and alarm behaviour in social Hymenoptera. In: Nature. Band 204, 1964, S. 324–327.
- mit Bert Hölldobler. Die soziale Funktion der Mandibeldrüsen der Roßameisenmännchen (Camponotus herculeanus) beim Hochzeitsschwarm. In: Verhandl. Deutsch. Zool. Ges. Jena. Band 29, 1965, S. 391–393.
- mit Bert Hölldobler. Der Hochzeitsschwarm der Roßameise Camponotus herculeanus (Hym. Formicidae). In: Z. vergl. Physiol. Band 50, 1965, S. 551–568.
- Larven als Nahrungsspeicher im Wespenvolk. In: Verhandl. Deutsch. Zool. Ges. Jena, Zool. Anz. Suppl. Band 29, 1965, S. 530–534.
- Alarm Substances and Alarm Behavior in Social Insects. In: Vitamins and Hormons. Band 24, 1966, S. 267–290.
- Das Speichersekret der Wespenlarven und seine biologische Bedeutung. In: Z. vergl. Physiol. Band 53, 1966, S. 228–252.
- mit Michael Mühlenberg: Zur Jagdstrategie einiger orientalischer Leptogenys-Arten (Formicidae: Ponerinae). In: Oecologia. Band 20, Nr. 1, 1975, S. 65–83, doi:10.1007/BF00364322.
- mit Karla Jessen und Eleonore Maschwitz: Foaming in Pachycondyla: A new defense mechanism in ants. In: Behavioral Ecology and Sociobiology. Band 9, Nr. 1, 1981, S. 79–81, doi:10.1007/BF00299857.
- mit Peter Schönegge: Forage communication, nest moving recruitment, and prey specialization in the oriental ponerine Leptogenys chinensis. In: Oecologia. Band 57, Nr. 1–2, 1983, S. 175–182, doi:10.1007/BF00379578.
- mit Heinz Hänel: The migrating herdsman Dolichoderus (Diabolus) cuspidatus: an ant with a novel mode of life. In: Behavioral Ecology Sociobiology. Band 17, Nr. 2, 1985, S. 171–184, doi:10.1007/BF00299249.
- mit Sabine Steghaus-Kovac, R. Gaube und Heinz Hänel: A South East Asian ponerine ant of the genus Leptogenys (Hym., Form.) with army ant life habits. In: Behavioral Ecology and Sociobiology. Band 24, Nr. 5, 1989, S. 305–316, doi:10.1007/BF00290907.
- mit Konrad Fiedler: The symbiosis between the weaver ant, Oecophylla smaragdina, and Anthene emolus, an obligate myrmecophilous lycaenid butterfly. In: Journal of Natural History. Band 23, Nr. 4, 1989, S. 833–846, doi:10.1080/00222938900770441.
- mit Marlis Annette Merbach, Georg Zizka, Brigitte Fiala und Dennis Merbach: Giant nectaries in the peristome thorns of the pitcher plant Nepenthes bicalcarata Hooker f. (Nepenthaceae): anatomy and functional aspects. In: Ecotropica. Band 5, 1999, S. 45–50.
- mit Joachim Moog: Communal peeing: a new mode of flood control in ants. In: Naturwissenschaften. Band 87, Nr. 12, 2000, S. 563–565, doi:10.1007/s001140050780.
- mit Marlis Annette Merbach, Webber E. Booth, Brigitte Fiala und Georg Zizka: Patterns of nectar secretion in five Nepenthes species from Brunei Darussalam, Northwest Borneo and implications for ant-plant relationships. In: Flora. Band 196, 2001, S. 153–160.
- mit M. Dill und D.J. Williams: Herdsmen Ants and their Mealybug Partners. In: Abhandlungen der Senckenbergischen Naturforschenden Gesellschaft. Band 557, 2002, ISBN 978-3-510-61348-9, Volltext (PDF).
- mit Marlis Annette Merbach, Dennis Jörg Merbach, Webber E. Booth, Brigitte Fiala und Georg Zizka.: Carnivorous plants: Mass march of termites into the deadly trap. In: Nature. Band 415, Nr. 6867, 2002, S. 36–37, doi:10.1038/415036a.
- mit C. Go, Eva Kaufmann und Alfred Buschinger: A unique strategy of host colony exploitation in a parasitic ant: workers of Polyrhachis lama rear their brood in neighbouring host nests. In: Naturwissenschaften. Band 91, Nr. 1, 2004, S. 40–43, doi:10.1007/s00114-003-0487-3.
- mit Marlis Merbach, Georg Zizka, Brigitte Fiala, Dennis Merbach und Webber E. Booth: Why a carnivorous plant cooperates with an ant – Selective defense against pitcher-destroying weevils in the myrmecophytic pitcher plant Nepenthes bicalcarata Hook f. In: Ecotropica. Band 13, Nr. 1, 2007, S. 45–56, ISSN 0949-3026, Volltext (PDF).
- mit Volker Witte: Mushroom harvesting ants in the tropical rain forest. In: Naturwissenschaften. Band 95, Nr. 11, 2008, S. 1049–1054, doi:10.1007/s00114-008-0421-9.
- mit Marlis Merbach, Georg Zizka und Brigitte Fiala. Termitenfänger, Rattenjäger, Kotsammler und Kompostierer. Zur Vielfalt und evolutionären Entstehung der Kannenpflanzen. Naturwissenschaftliche Rundschau. Band 66 Nr. 9, 2013, S. 445–454.
- mit Marlis Merbach, Georg Zizka und Brigitte Fiala. Warum eine Baumameise das Tauchen lernte: Eine außergewöhnliche Partnerschaft zwischen Tier und Fleisch fressender Pflanze. Senckenberg Natur Forschung Museum. Band 143, Nr. 11–12, 2013, S. 354–365.
- mit Wolfgang Dorow und Werner Gnatzy: Ameisen, wehrhaft und trickreich. Von chemischen Waffen, Borstenwällen und Tarnkappen. In: Senckenberg. Natur – Forschung – Museum. Band 144, Nr. 3–4, 2014, S. 84–89, Volltext.
- mit Joachim Moog: Überlebensstrategien von Regenwaldameisen. In: Biologie in unserer Zeit. Band 45, Nr. 1, 2015, S. 21–27, doi:10.1002/biuz.201510556.
- mit diversen Co-Autoren: Nematode associates and bacteria in ant-tree symbioses. In: Symbiosis. Band 61, Nr. 1, 2016, S. 1–7, doi:10.1007/s13199-015-0367-6.
- mit Andreas Weissflog, Eva Kaufmann: Ant gardens of Camponotus (Myrmotarsus) irritabilis (Hymenoptera: Formicidae: Formicinae) and Hoya elliptica (Apocynaceae) in Southeast Asia. In: Asian Myrmecology. Band 9, 2017, S. 1–16, doi:10.20362/am.009001.

## Belege
1. ↑  Traueranzeige auf einer privaten Blog-Seite.
2. ↑  Tauchende Ameisen und vielfältige Korallen. (Memento vom 31. August 2016 im Internet Archive). Im Original publiziert auf senckenberg.de vom 18. Mai 2015.
3. ↑  Seine Doktorarbeit wurde 1964 unter dem Titel Gefahrenalarmstoffe und Gefahrenalarmierung bei sozialen Hymenopteren in der Zeitschrift für vergleichende Physiologie 47: 596–655, publiziert.
4. ↑  Bert Hölldobler und Ulrich Maschwitz: Der Hochzeitsschwarm der Rossameise Camponotus herculeanus L. (Hym. Formicidae). In: Zeitschrift für vergleichende Physiologie. Band 50, Nr. 5, 1965, S. 551–568, doi:10.1007/BF00355658
5. ↑  Prof. Dr. Ulrich Maschwitz ist verstorben. Auf: ameisenportal.eu vom 26. Juli 2018.
 Prof. Dr. Ulrich Maschwitz ist verstorben. (Memento vom 9. August 2018 im Internet Archive). Im Original publiziert auf eusozial.de.
6. ↑  Joachim Moog et al.: Ant-plant diversity in Peninsular Malaysia, with special reference to the Pasoh Forest Reserve. In: Pasoh: ecology of a lowland rain forest in southeast Asia. Springer Press, Tokyo, 2003, S. 459–494, doi:10.1007/978-4-431-67008-7
7. ↑  Brigitte Fiala et al.: Diversity, evolutionary specialization and geographic distribution of a mutualistic ant-plant complex: Macaranga and Crematogaster in South East Asia. In: Biol. J. Linn. Soc. Band 66, 1999, S. 305–331, doi:10.1006/bijl.1998.0279
8. ↑  Faule Ameisen erforscht. Auf: derstandard.at vom 5. April 2004.
9. ↑  Hanns-Christian-Schroeder-Hohenwarth-Preis 2015. (Memento vom 20. September 2015 im Internet Archive). Im Original publiziert auf senckenberg.de vom 18. Mai 2015.
10. ↑  Munetoshi Maruyama, Christoph von Beeren und Rosli Hashim: Aleocharine rove beetles (Coleoptera, Staphylinidae) associated with Leptogenys Roger, 1861 (Hymenoptera, Formicidae) I. Review of three genera associated with L. distinguenda (Emery, 1887) and L. mutabilis (Smith, 1861). In: ZooKeys. Band 59, 2010, S. 47–60 (2010), doi:10.3897/zookeys.59.510
11. ↑  Matthias Schöller und Volker Witte: A review of the genus Clytrasoma Jacoby 1908, with description of a new species collected within an ant-nest of Camponotus sp. In: Senckenbergiana biologica. Band 87. E. Schweizerbart’sche Verlagsbuchhandlung (Nägele u. Obermiller), 2007, ISSN 0037-2102, S. 51–61.
12. ↑  Camponotus maschwitzi auf antwiki.org.
13. ↑  Cladomyrma maschwitzi auf antwiki.org.
14. ↑  Euprenolepis maschwitzi auf antwiki.org.
15. ↑  Dolichoderus maschwitzi auf antwiki.org.
16. ↑  Sicariomorpha maschwitzi auf der Website des American Museum of Natural History
17. ↑  Gamasomorpha maschwitzi. (Memento vom 26. September 2018 im Internet Archive). Im Original publiziert auf senckenberg.de.
18. ↑  Exalloniscus maschwitzi auf der Webseite des World Register of Marine Species (WoRMS) 
 S. Taiti und F. Ferrara: Revision of the genus Exalloniscus Stebbing, 1911 (Crustacea: Isopoda: Oniscidea). In: Zoological Journal of the Linnean Society. Band 94, 1988, S. 339–377, doi:10.1111/j.1096-3642.1988.tb01200.x
19. ↑  Adult fly mimics ant larva. Auf: whyevolutionistrue.wordpress.com, September 2010
 R. H. L. Disney, A. Weissflog und U. Maschwitz: A second species of legless scuttle fly (Diptera: Phoridae) associated with ants (Hymenoptera: Formicidae). In: Journal of Zoology. Band 246, Nr. 3, 1998, S. 269–274, doi:10.1111/j.1469-7998.1998.tb00157.x
Munetoshi Maruyama, R. Henry L Disney und Rosli Hashim: Three new species of legless, wingless scuttle flies (Diptera: Phoridae) associated with army ants (Hymenoptera: Formicidae) in Malaysia. In: Sociobiology. Band 52, Nr. 3, 2008, S. 485–496.
20. ↑  Paraputo maschwitzi auf scalenet.info
21. ↑  Malaiococcus maschwitzi auf globalnames.org.

| Personendaten    | Personendaten                              |
| ---------------- | ------------------------------------------ |
| NAME             | Maschwitz, Ulrich                          |
| ALTERNATIVNAMEN  | Maschwitz, Ulrich Wilhelm Jürgen           |
| KURZBESCHREIBUNG | deutscher Biologe (Entomologe und Ökologe) |
| GEBURTSDATUM     | 7. September 1937                          |
| GEBURTSORT       | Trebnitz, Niederschlesien                  |
| STERBEDATUM      | 25. Juli 2018                              |
| STERBEORT        | Frankfurt am Main                          |